# Río Ibias
El río Ibias es un río del norte de España, el mayor afluente del río Navia, que discurre por Galicia y Asturias.

## Curso
Nace en el puerto de Cerredo, en la cordillera Cantábrica, y desemboca en el río Navia a la altura del paraje del puente Boadil, sobre las aguas del embalse de Salime, en el municipio lucense de Negueira de Muñiz.
Atraviesa, entre otros, los pueblos de Degaña, Cerredo, Taladrid, Cecos, San Antolín de Ibias y Marentes.

## Fauna
Según muestreos de pesca eléctrica acometidos entre los años 1997 y 2019, referencias bibliográficas y comunicaciones orales fidedignas, en el río Ibias se han detectado especímenes de boga del Duero.